# Lo Saladar
Lo Saladar és un jaciment arqueològic d'època leptolítica al terme municipal del Cogul (Les Garrigues), inclòs a l'Inventari del Patrimoni Arqueològic i Paleontològic de Catalunya.
Es troba en uns bancals d'olivers aterrassats de lleuger pendent al fons de la vall del Cornellar, en una petita depressió a la riba dreta del riu Set. L'escàs material trobat està conservat al Museu Local Arqueològic d'Artesa de Lleida, al mateix indret.
El jaciment del Saladar va ser descobert a principis del segle XX per mossèn Ramon Huguet, capellà del Cogul, i posteriorment registrat. L'any 2003 s'hi va realitzar una altra prospecció, però no van poder-hi trobar cap mena de material en superfície.
Les primeres troballes efectuades per mossèn Ramon Huguet es componien de diverses peces lítiques en aquest jaciment, però malauradament aquest material no es troba integrat a la col·lecció de la Sala d'Arqueologia de l'Institut d'Estudis Ilerdencs de Lleida.
En les antigues prospeccions destinades a la confirmació d'aquesta dada es van trobar, de forma molt dispersa i sense formar cap conjunt, diverses peces de sílex, la major part de les quals estaven sense retocar. Entre les peces trobades destaquen una rascadora amb talla de tipus levallois, una ascla denticulada i una ascla amb una osca marginal. Mossèn Ramon Huguet va recollir diversos fragments de ceràmica de tipus de terra sigil·lada sud-gàl·lica i hispànica.